# Beipan
Pour les articles homonymes, voir Nen (homonymie).
La rivière Beipan (pinyin : Beipanjiang) est une rivière des provinces chinoises du Guizhou et Yunnan. En aval, elle rejoint la rivière Nanpan pour devenir le Hongshui.

## Géographie

### Géographie physique

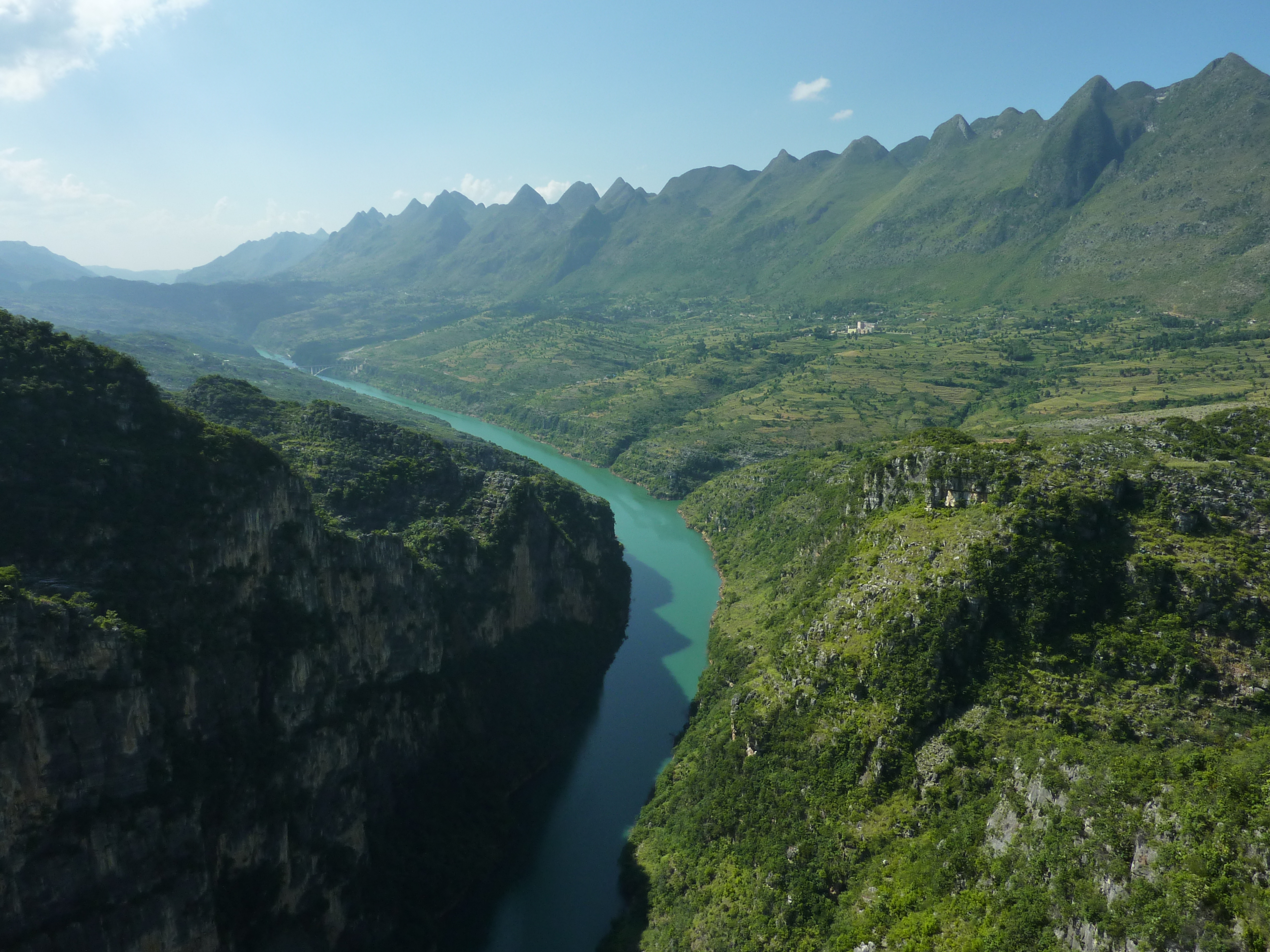
La rivière Beipan vue depuis le pont Beipanjiang (construit en 2003) dans le xian de Zhenfeng.

La rivière Beipan traverse les provinces du Yunnan et de Guizhou. En atteignant la frontière de la province du Guangxi, elle rejoint la rivière Nanpan pour devenir le Hongshui.

## Histoire
La rivière a joué un rôle dans l'histoire comme chemin de communications entre les royaumes du Yelang et du Nanyue.

## Ponts et barrages

### Ponts
Le fleuve est traversé par l'autoroute de Guanxing , le chemin de fer de Liupanshui-Baiguode par le pont de Shipu Shuibai et le G60 Hukun Expressway via le Pont de l'autoroute Hukun de la rivière Beipan. Ces trois ponts sont parmi les plus élevés du monde.
Quatre autres ponts sont en construction sur la rivière et sont également extrêmement élevés :
- Pont de l'autoroute Shuipan ;
- Pont de la route Wang'an
- Pont ferroviaire de Qinglong
- Pont de Beipanjiang, achevé en décembre 2016, franchit le plus haut précipice avec une hauteur sous pont de 565 mètres. C'est le pont le plus haut du monde[2].

### Barrages
Des barrages régulent le cours de la rivière. parmi eux se trouve le Barrage de Guangzhao.